# Alexander Iwanowitsch Gegello
Alexander Iwanowitsch Gegello (russisch Александр Иванович Гегелло; * 23. Julijul. / 4. August 1891greg. in Jekaterinoslaw; † 11. August 1965 in Moskau) war ein russischer Architekt, Vertreter des Konstruktivismus und Hochschullehrer.

## Leben
Gegello, Sohn eines jüdischen Landarztes, besuchte das Gymnasium in Jekaterinoslaw. Nach dem Tode seines Vaters zog er mit seiner Mutter nach St. Petersburg. Er studierte am St. Petersburger Institut der Zivilingenieure und arbeitete schon als Student an Bauten des Architekten Iwan Alexandrowitsch Fomin mit, dessen Assistent er 1915–1924 war. Nach der Oktoberrevolution schloss er 1920 das Studium am Institut der Zivilingenieure ab und studierte weiter in der Architektur-Abteilung der Akademie der Künste mit erfolgreichem Abschluss 1922.
Ab 1925 arbeitete Gegello in Leningrad im Projektierungsbüro der Stroikom. Zusammen mit dem Architekten Alexander Iwanowitsch Dmitrijew  und unter Beteiligung des Architekten Dawid Lwowitsch Kritschewski und des Ingenieurs Wladimir Fomitsch Railjan entwickelte Gegello 1925–1927 das Projekt für den Bau des Hauses der Kultur des Moskowsko-Narwski-Rajons (jetzt Gorki-Kulturpalast, Ploschtschad Statschek 4) im konstruktivistischen Stil, das nach Gewinn des Wettbewerbs gebaut und zum 10-jährigen Jubiläum der Oktoberrevolution eröffnet wurde. In der gleichen Zeit erweiterte Gegello zusammen mit Grigori Alexandrowitsch Simonow und Dawid Lwowitsch Kritschewski die 1913–1916 von Maximilian Ieronimowitsch Kitner, Alexei Iwanowitsch Saserski und Wassili Wassiljewitsch Starostin gebaute Wohnanlage mit Eigentumswohnungen (Uliza Kommissara Smirnowa 15) und machte aus dem Zentralteil dieser Wohnanlage den Wyborg-Kulturpalast, der ebenfalls zum zehnjährigen Jubiläum der Oktoberrevolution eröffnet wurde. 1926–1927 schuf Gegello das Denkmal in Sestrorezk für Lenins Hütte, in die sich Lenin und Sinowjew 1917 geflüchtet hatten. Zusammen mit Alexander Sergejewitsch Nikolski und Grigori Alexandrowitsch Simonow erstellte Gegello die Traktornaja Uliza mit dreistöckigen Wohngebäuden für Arbeiter (1925–1927). Ein weiteres Projekt war ein Krematorium im Alexander-Newski-Kloster (1927). Es folgten das Botkin-Krankenhaus (1927–1930 mit Kritschewski und Simonow), das Erismann-Krankenhaus (1927–1930 mit Mark Dawidowitsch Felger), der Gasa-Kulturpalast für Arbeiter des Putilow-Werks (1930–1935), das Haus der Technik-Lehre (1930–1932 mit Kritschewski und Railjan), das Große Haus des NKWD (1931–1933 mit Andrei Andrejewitsch Ol und Noi Abramowitsch Trozki unter Beteiligung von Nikolai Jewgenjewitsch Lanser, Georgi Wladimirowitsch Schuko und Alexei Nikolajewitsch Duschkin) und der Kinopalast Gigant (1933–1935 mit Kritschewski) sowie Schulen und Badehäuser.
Außerhalb von Leningrad baute Gegello ein Krankenhaus in Wyschni Wolotschok (1926 mit Simonow), ein Theater in Taschkent und ein Theater in Polazk (1929–11931).
1929–1933 lehrte Gegello an seinem früheren Institut der Zivilingenieure, das nun das Leningrader Institut für Kommunalbau war. 1934–1948 leitete er die Werkstatt Nr. 6 des Lenprojekts. 1936 bereiste er England, Frankreich und Schweden. 1937 erhielt er auf der Pariser Exposition Internationale des Arts et Techniques dans la Vie Moderne einen Grand Prix für sein Haus der Kultur des Moskowsko-Narwski-Rajons. 1937–1950 leitete er die Leningrad-Filiale der Akademie der Architektur der UdSSR. Während des Deutsch-Sowjetischen Krieges lebte und arbeitete er in Nowosibirsk. 1942 baute er eine Arbeitersiedlung am Bahnhof Inja und 1948–1951 einen Klub und ein Wohnhaus in Sewastopol.
1950 wurde Gegello Vizepräsident der Akademie der Architektur und lebte und arbeitete nun in Moskau. Er baute das Haus der Sowjets in Orjol (1952), ein Lenin-Denkmal in Kasan (1953, Bildhauer Pjotr Petrowitsch Jazyno) und einen Gebäudekomplex am Zentralen Platz in Kolpino (1955 mit Modest Anatoljewitsch Schepilewski und M. J. Klimentow).

## Ehrungen
- Orden des Roten Banners der Arbeit (1944, 1956)

## Werke

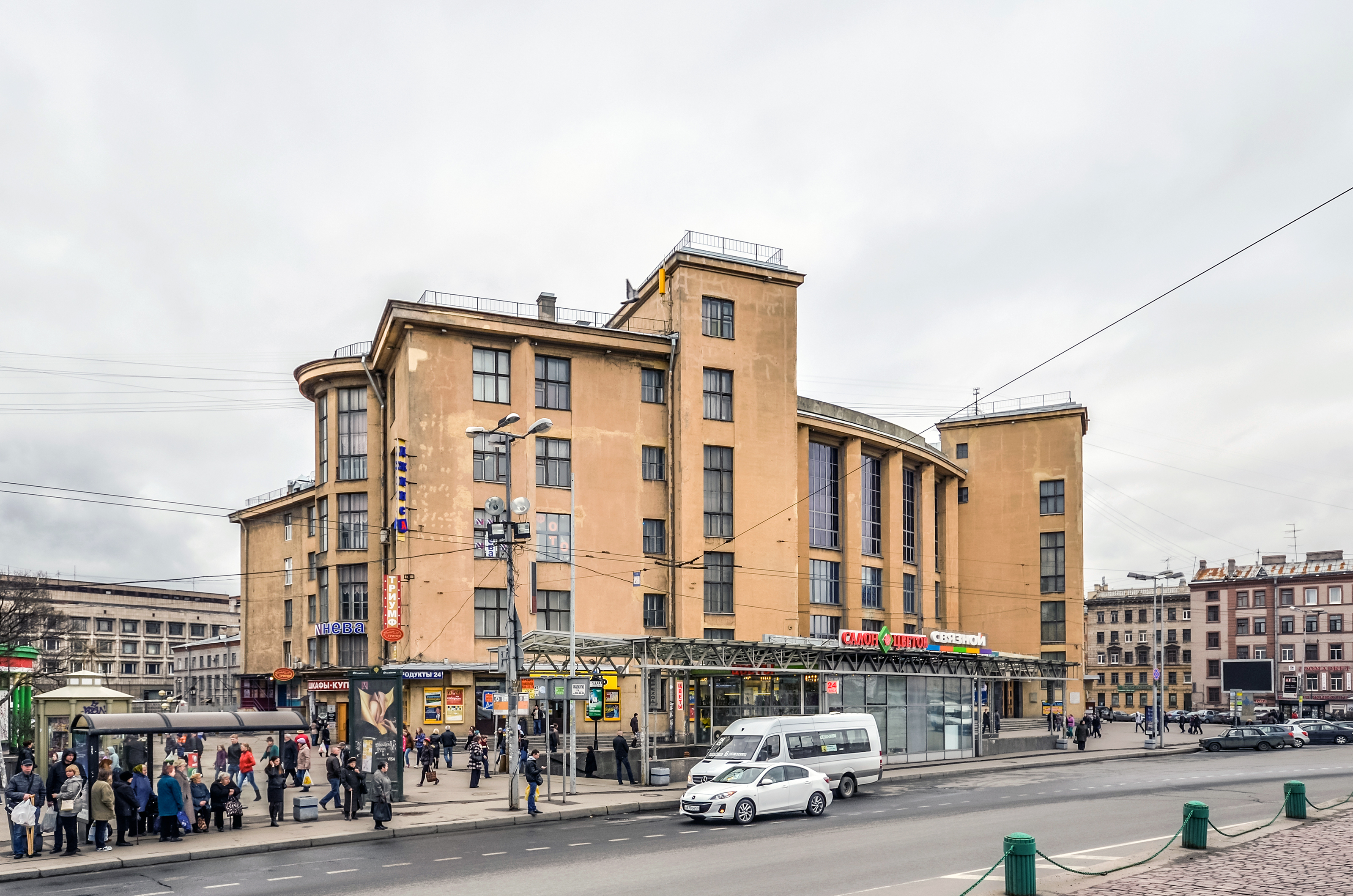
Gorki-Kulturpalast, Ploschtschad Statschek 4, St. Petersburg
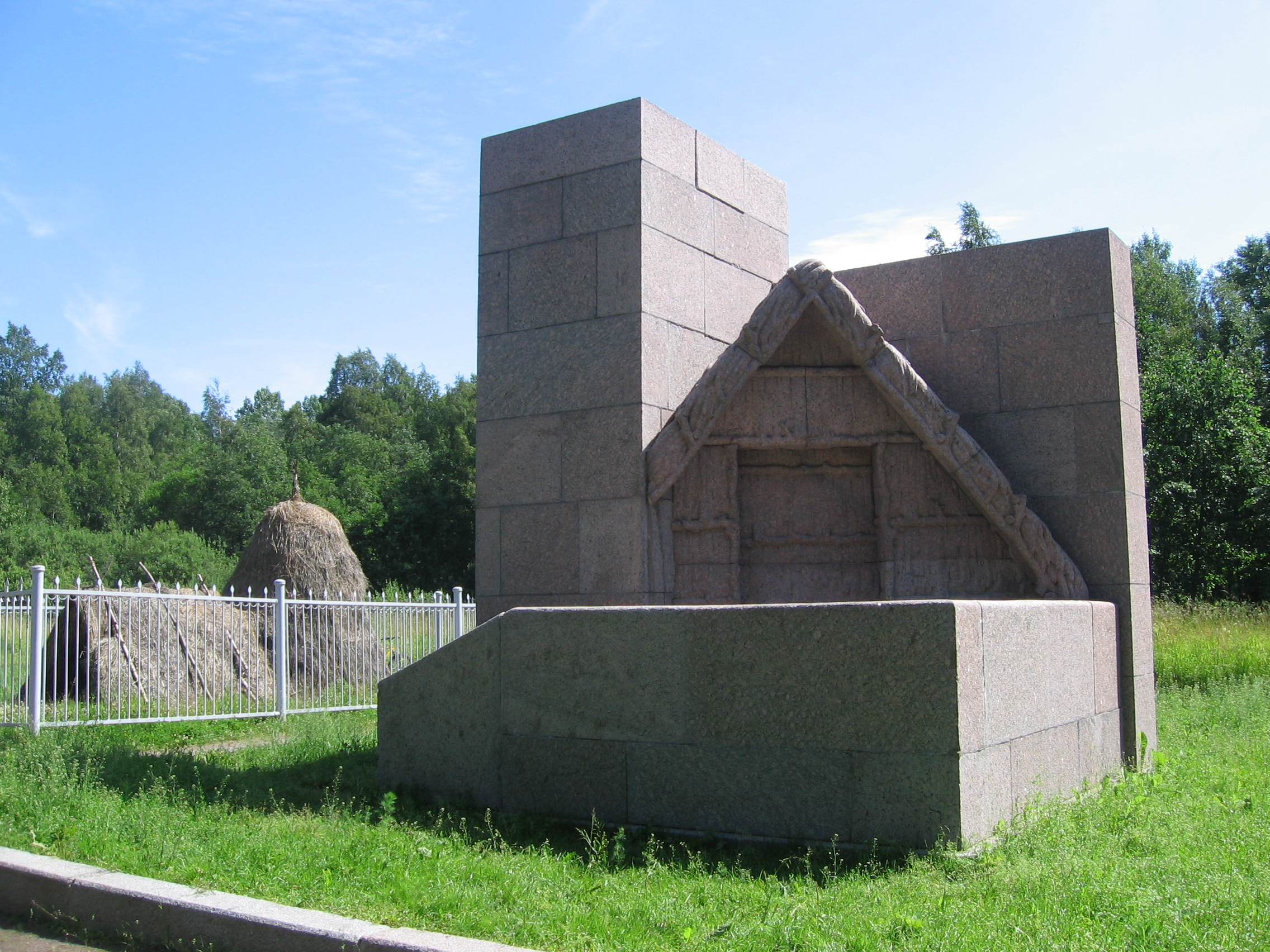
Lenins-Hütte-Denkmal, Sestrorezk
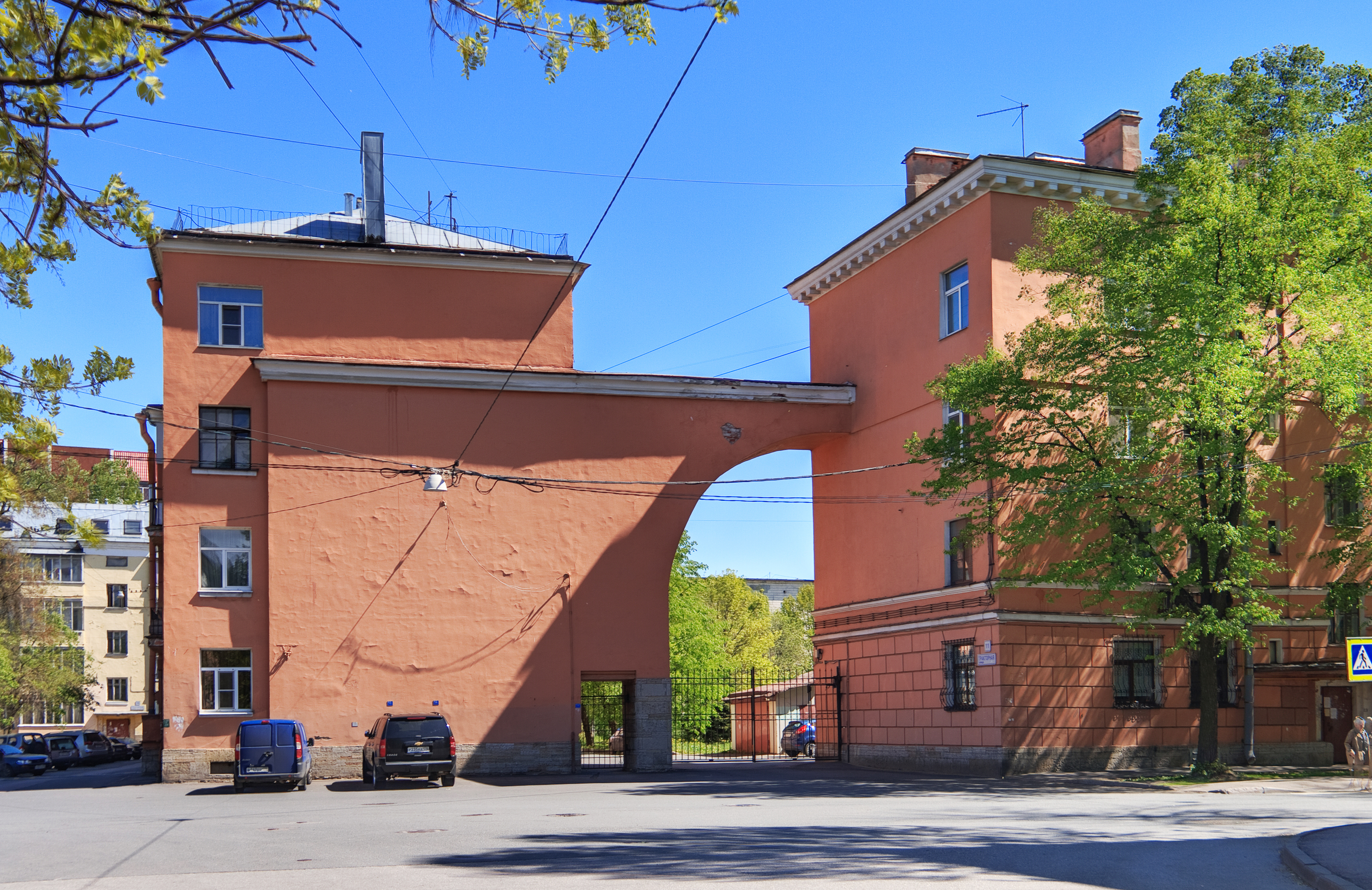
Traktornaja Uliza 11, St. Petersburg
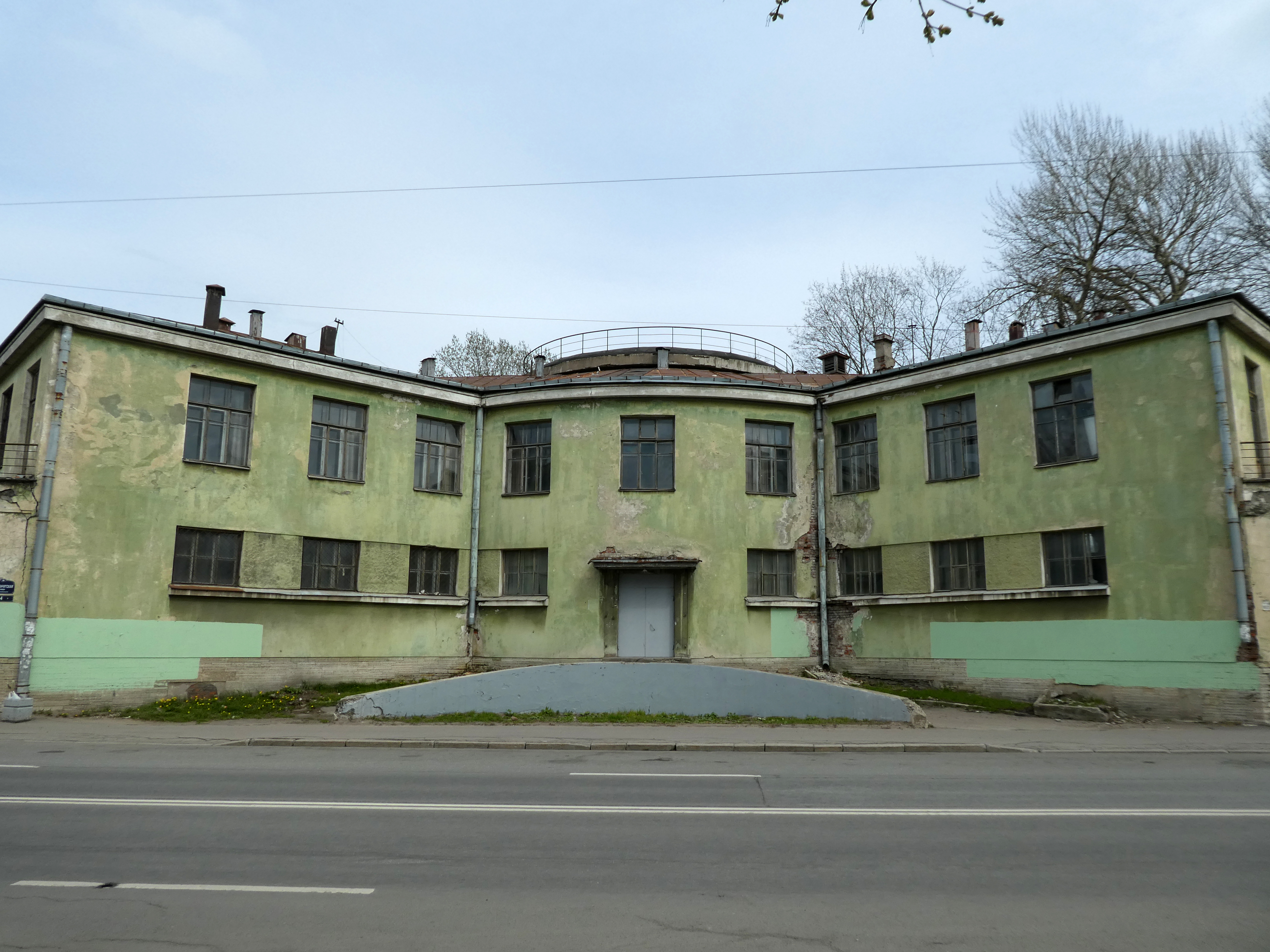
Botkin-Krankenhaus, Mirgorodskaja Uliza 3, St. Petersburg
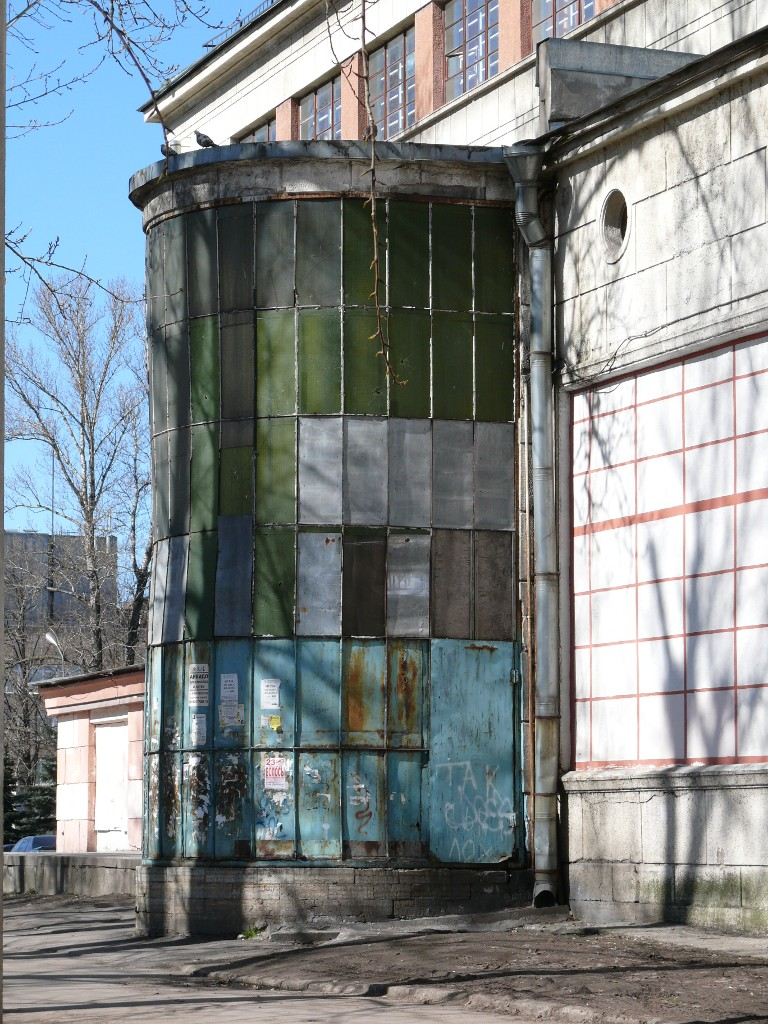
Gasa-Kulturpalast, Prospekt Statschek 72, St. Petersburg
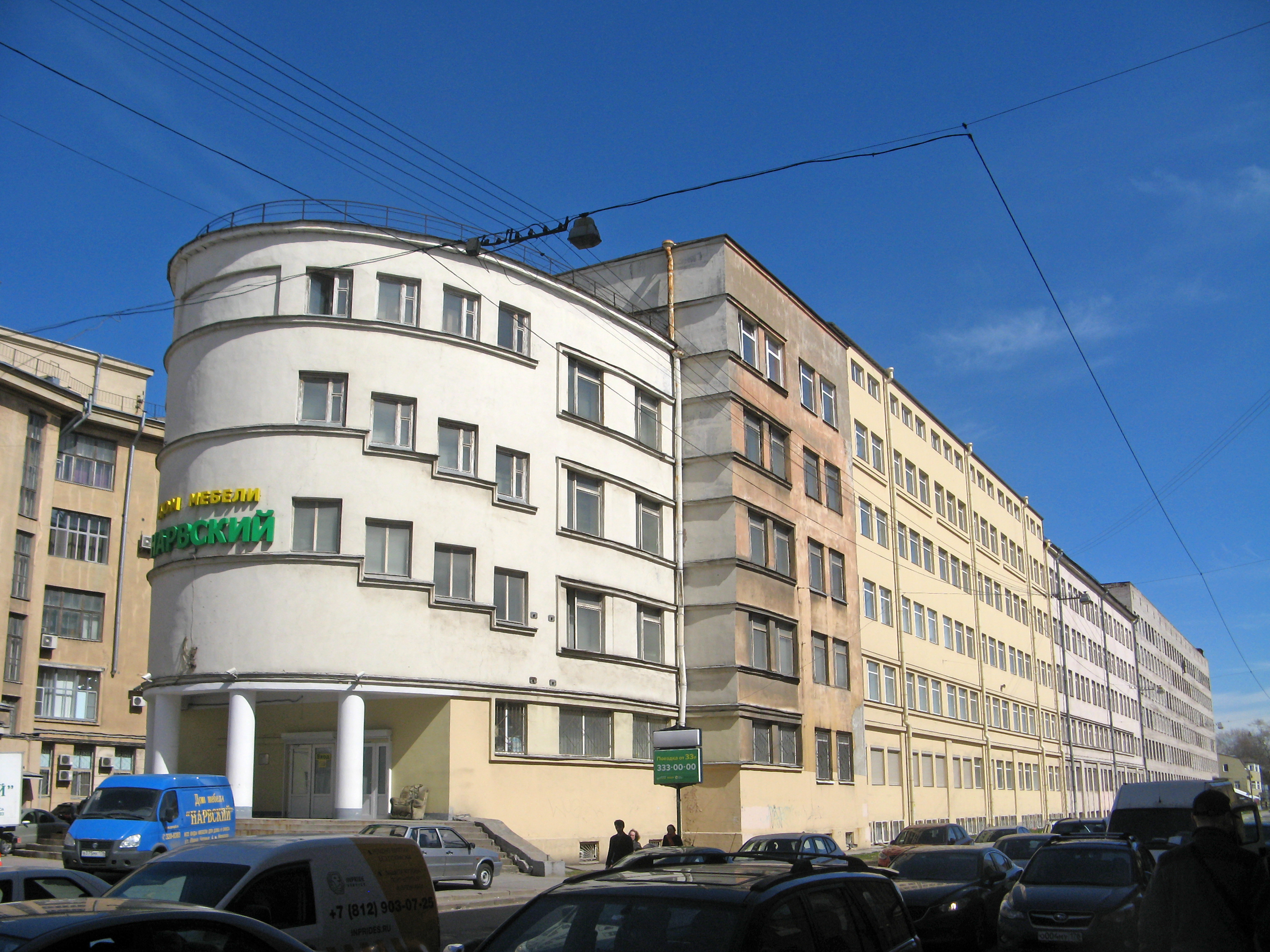
Haus der Technik-Lehre, Uliza I. Tschernych 4, St. Petersburg
Großes Haus des NKWD, Liteiny Prospekt 4, St. Petersburg